# Strepsylla machadoi
Strepsylla machadoi är en loppart som beskrevs av Barrera et Traub 1963. Strepsylla machadoi ingår i släktet Strepsylla och familjen mullvadsloppor. Inga underarter finns listade i Catalogue of Life.